# الدين في مصر
بحسب دستور عام 1971 والإعلان الدستوري لمصر فإن الإسلام هو الدين الرسمي للدولة ويدين به غالبية سكان مصر. لا توجد نسب محددة لأتباع المعتقدات لمصر، حيث توقفت الإحصائات الرسمية المصرية عن ذكر تعداد أتباع الديانات والطوائف منذ تعداد 1996.
على مر الإحصاءات التاريخية المصرية للتعدادات السكانية كانت تقدر نسبة المسلمين بمتوسط 94% ونسبة المسيحين بمتوسط 6% حتى تعداد 1986 حيث كان أخر إحصاء رسمي يذكر أعداد أتباع الديانات المختلفة في مصر.

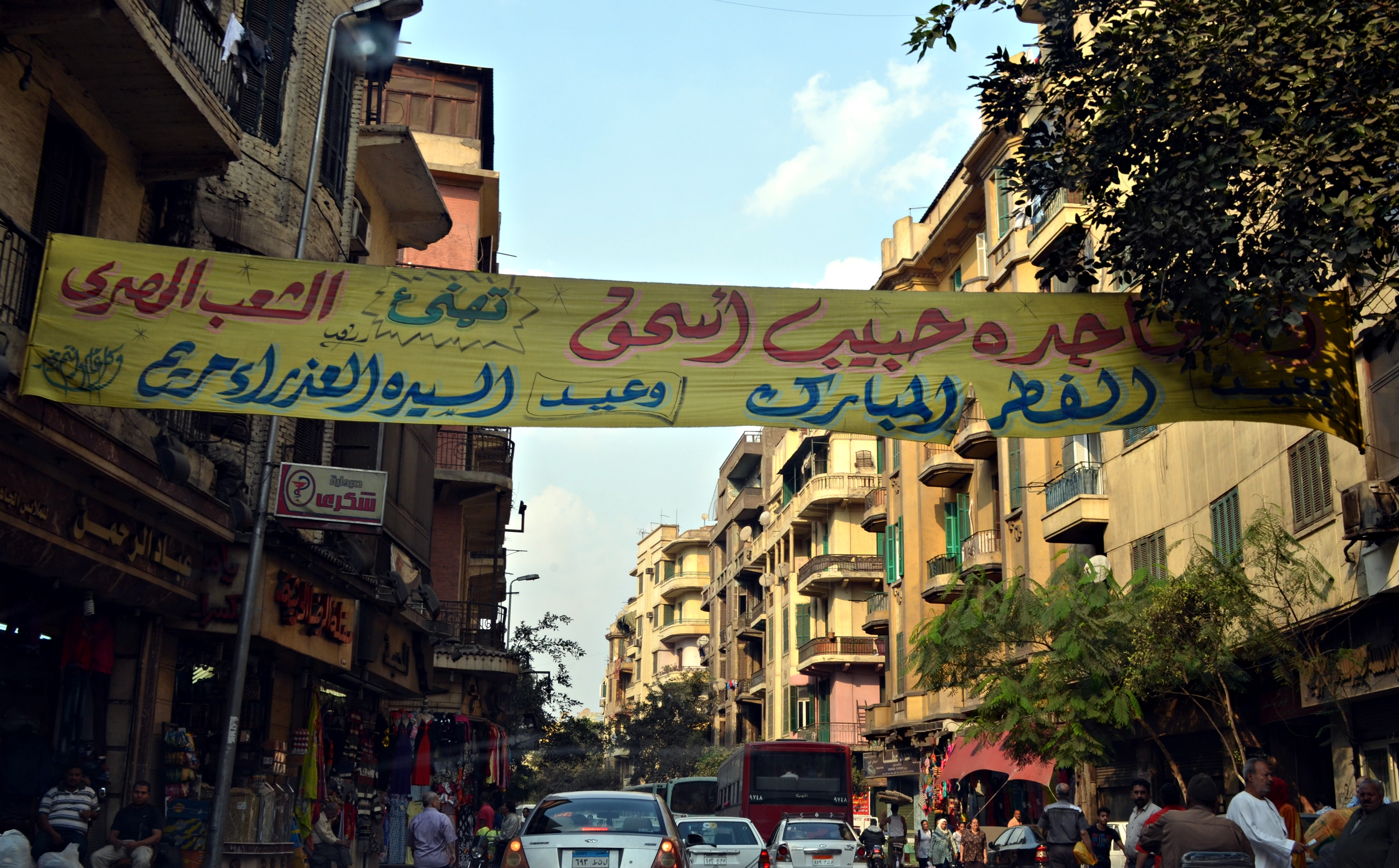
لافتة تهنئة بعيد الفطر وعيد العذراء مريم حي شبرا بالقاهرة

## الدين الإسلامي
بالنسبة للدين الإسلامي يقدر أتباعه في (2009) حسب بعض المصادر بحوالي 94.6%. في حين هناك مصادر تقدر نسبتهم بما يقارب 90%، أغلبهم من أهل السنة والجماعة وينتشر المذهب الشافعي والمذهب الحنفي في عموم مصر ومنهم من ينتمي لبعض طرق الصوفية كما ينتمى معظم الأزهريين من الشافعية إلى مدرسة الاشاعرة المتكلمين، كما يوجد طوائف معتزلة وشيعة إمامية وإسماعيليون ولكن لا يوجد تعداد رسمي لهم. وهناك مصادر تقدر نسبة المسلمين لما بين 80 : 90% نظرا لعدم التأكد من تعداد المسيحيين.

## الدين المسيحي

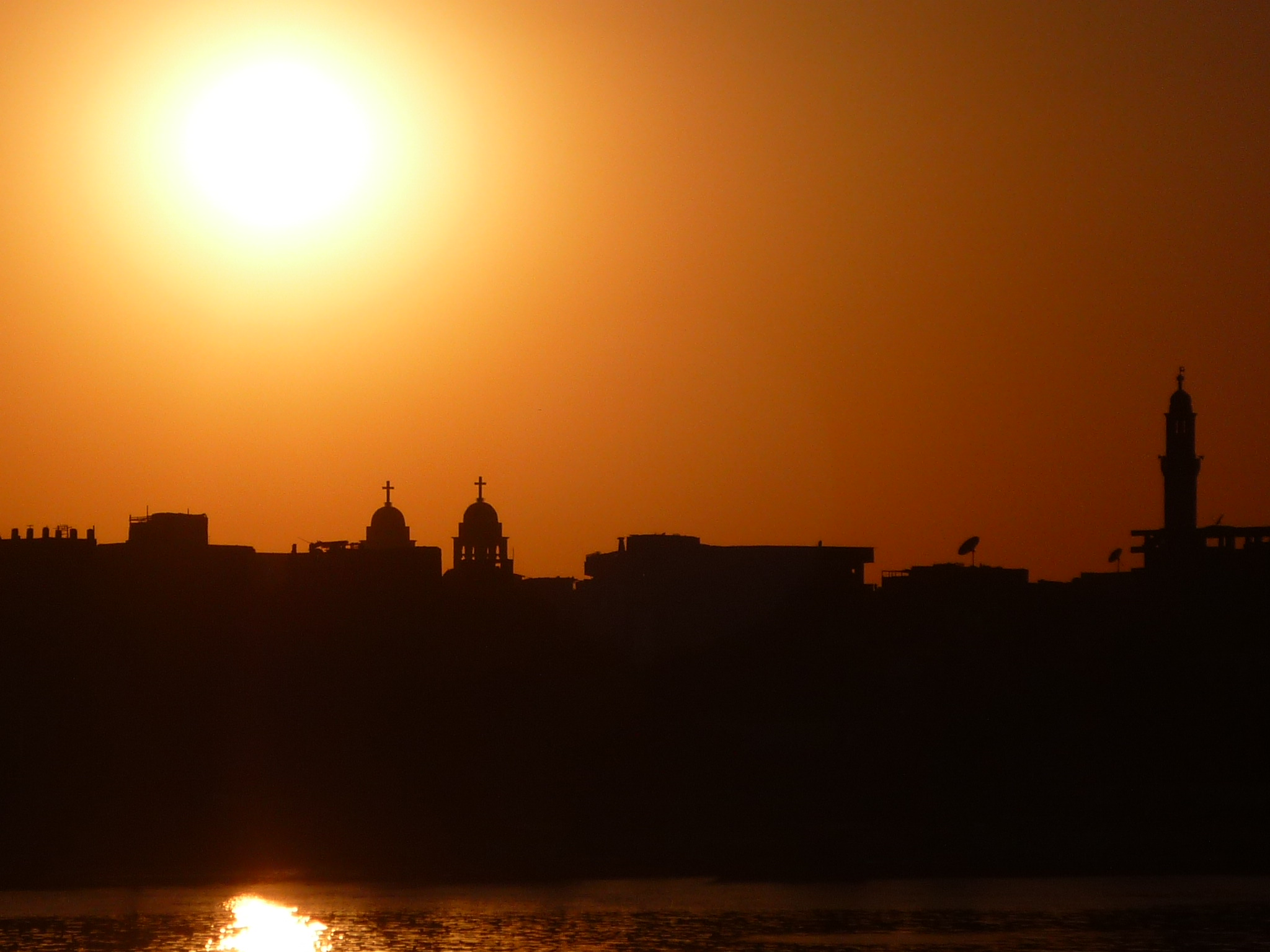
مآذن وأبراج الكنائس بمدينة إسنا.

بالمثل فإن أتباع الديانة المسيحية يقدرون بين حوالي 5.4% وحوالي 6% وفي سبتمبر 2012 وصل تعداد المسيحيين 5 ملايين و130 ألف وذاك طبقا للإحصاء الرسمي من الجهاز المركزي للتعبئة العامة والإحصاء، في حين تقول مصادر أمريكية أن نسبتهم 10% من سكان مصر، 90% منهم من الأرثوذكس، ومنهم كاثوليك وإنجيليون، كما يوجد رعايا للكنائس السريانية والرومية والأرمنية. ويعد هذا أكبر تجمع للمسيحيين في الشرق الأوسط. وفي الوقت الذي قدرهم آخر إحصاء رسمي بمليوني مسيحي و800 ألف؛ اختلفت تقديرات رجال الدين المسيحيين حول عدد المسيحيين في مصر، حيث ادعى الأنبا مرقس -رئيس لجنة الإعلام بالكنيسة الأرثوذكسية- بأن عدد المسيحيين في مصر يصل إلى 12 مليون نسمة، وقال مرقس عزيز كاهن الكنيسة المعلقة أن عدد المسيحيين في مصر يصل إلى 16 مليون مسيحي، بينما وصف رئيس الطائفة الإنجيلية القس إكرام لمعي هذه الأرقام بالمبالغ فيها حيث قدر عدد المسيحيين بما لا يزيد عن 10 ملايين حسب رأيه. لاحقا صرح البابا شنودة بأن عدد المسيحيين 12 مليون، في موقف يخالف سياسته المعتادة في عدم التصريح بتعدادات المسيحيين، مما دفع بعض المصادر إلى التشكيك في هذا الرقم مقدرين تعداد المسيحيين بما لا يتجاوز ثمانية ملايين. في ظل عدم التأكد من الرقم الحقيقي هناك مصادر تقول أن نسبتهم تتراوح بين 10 و20%. بينما تقدرهم مصادر بنسبة 15%.
لا يمكن تحديد نسبة المسيحيين في مصر وأغلبيتهم الساحقة من مؤمني الكنيسة القبطية الأرثوذكسية مع وجود أقليات مختلفة من بطريركية الإسكندرية للروم الأرثوذكس واللاتين والموارنة وغيرهم؛ آخر إحصاء وطني في البلاد لحظ نسبة التمثيل الطائفي ولم يشمل المهجر، وتعترف به الكنيسة تمّ عام 1966 خلال عهد جمال عبد الناصر، حينها نصّ الإحصاء أن عدد المسيحيين نحو مليوني من أصل 29 مليون أي بنسبة 7.2% ترتفع لحوالي 9% بإضافة أقباط المهجر، الإحصاء التالي عام 1976 طُعن في صحته خاصة أنه صدر في فترة توتر بين بطريركية الإسكندرية ونظام أنور السادات إذ نصّ أن عدد الأقباط هو 2.2 مليون، أي بالمقارنة مع الإحصاء السابق لم يزد عدد مسيحيي مصر طوال عقد سوى 200 ألف نسمة مقابل زيادة عامة في عدد سكان مصر قدرت بستة ملايين، رغم أنّ مسيحيي مصر لا مشكلة هجرة لديهم بالمعنى المنتشر في بلاد الشام والعراق وكذلك لا مشكلة في إنجاب الأولاد. تشير دراسة مركز بيو للأبحاث عام 2010 أن الانخفاض في النسب يعود بشكل أساسي إلى أنه على مدى عقود، تنخفض معدلات المواليد المسيحيين بالمقارنة مع المسلمين. وتشير الدراسة أيضاً أنه الممكن أن يكون تم تقليل أعداد المسيحيين في مصر في التعدادات والمسوح الديموغرافية. حيث وفقاً لتقرير «بيو فورم» الصادر في أغسطس عام 2011 بعنوان «القيود المتزايدة على الدين»، فإن مصر تفرض قيوداً حكومية كبيرة على الدين، فضلاً عن الأعمال العدائية الاجتماعية المرتفعة للغاية. وقد تؤدي هذه العوامل ببعض المسيحيين، وخاصةً المرتدين عن الإسلام، إلى توخي الحذر من الكشف عن عقيدتهم. وقد تخفض سجلات الحكومة أيضًا عدد المسيحيين. ووفقاً لتقارير إخبارية، على سبيل المثال، فقد اشتكى بعض المسيحيين المصريين من أنهم مدرجون في بطاقات الهوية الرسمية كمسلمين.
آخر تعداد شمل الطائفة أيضًا جرى عام 1986 وأظهر أن نسبة المسيحيين 5.9% أي حوالي 2.8 مليون من أصل 48 مليون مصري حينها، وعلى أساس هذا الإحصاء لا تزال بعض الجمعيات المدنية والأحزاب السياسيّة تقيّم نسبة مسيحيي مصر، محددين بذلك العدد الحالي من أصل 80 مليون بحوالي 4.5 - 5 مليون نسمة، غير أن العديد من الجهات المستقلة تتهم نظامي أنور السادات وحسني مبارك بالتلاعب في نسب الإحصاء لمكاسب سياسيّة واجتماعية، وعدد من الدراسات الإحصائية العالمية تحدد النسبة بحوالي 10% من السكان أي 8 ملايين مصري من أصل 80 مليون؛ كتاب حقائق العالم ومعه وزارة الخارجية الإمريكية في تقرير الحريات الدينية لعام 2007 قالت أنه من الصعب تحديد عدد المسيحيين داخل مصر لكنها تترواح بين 6 - 11 مليون مصري، أي بين 8 - 15% من مجموع السكان.
وفقًا لدراسة المؤمنون في المسيح من خلفية مسلمة: إحصاء عالمي وهي دراسة أجريت من قبل جامعة سانت ماري الأمريكيّة في تكساس سنة 2015، حوالي 14,000 مواطن مُسلم مصري تحول إلى المسيحية. ذكر اللواء أبو بكر الجندي رئيس جهاز التعبئة العامة والإحصاء في ديسمبر 2011 أن عدد المسيحيين في مصر ينخفض من تعداد لآخر وقد تصل نسبتهم إلى 5% من السكان، وأرجع ذلك بسبب ميل المسيحيين للهجرة خارج مصر بشكل أكبر بالمقارنة مع المسلمين نظرا لعدم تعرضهم لظاهره الاسلاموفوبيا الذي يتعرض لها المسلمون خصوصا في البلادالغربيه.

## ديانات أخرى
- يوجد حوالي 200 من اليهود في مصر.[28] وهم من تبقوا من إحدى أقدم الجماعات اليهودية في العالم وكانت تضم أغلبية من اليهود القرائين، إلى جانب ربانيين ونورانيين؛ هاجر معظمهم مع بداية الصراع العربي الإسرائيلي في منتصف القرن العشرين.
- كما يوجد حوالي 2000 من البهائيين في مصر.[28]
- ويتواجد كذلك مصريون يعرفون ذواتهم بأنهم لادينيون، إلا أنه لا يوجد تعداد لهم.

## مؤسسات دينية

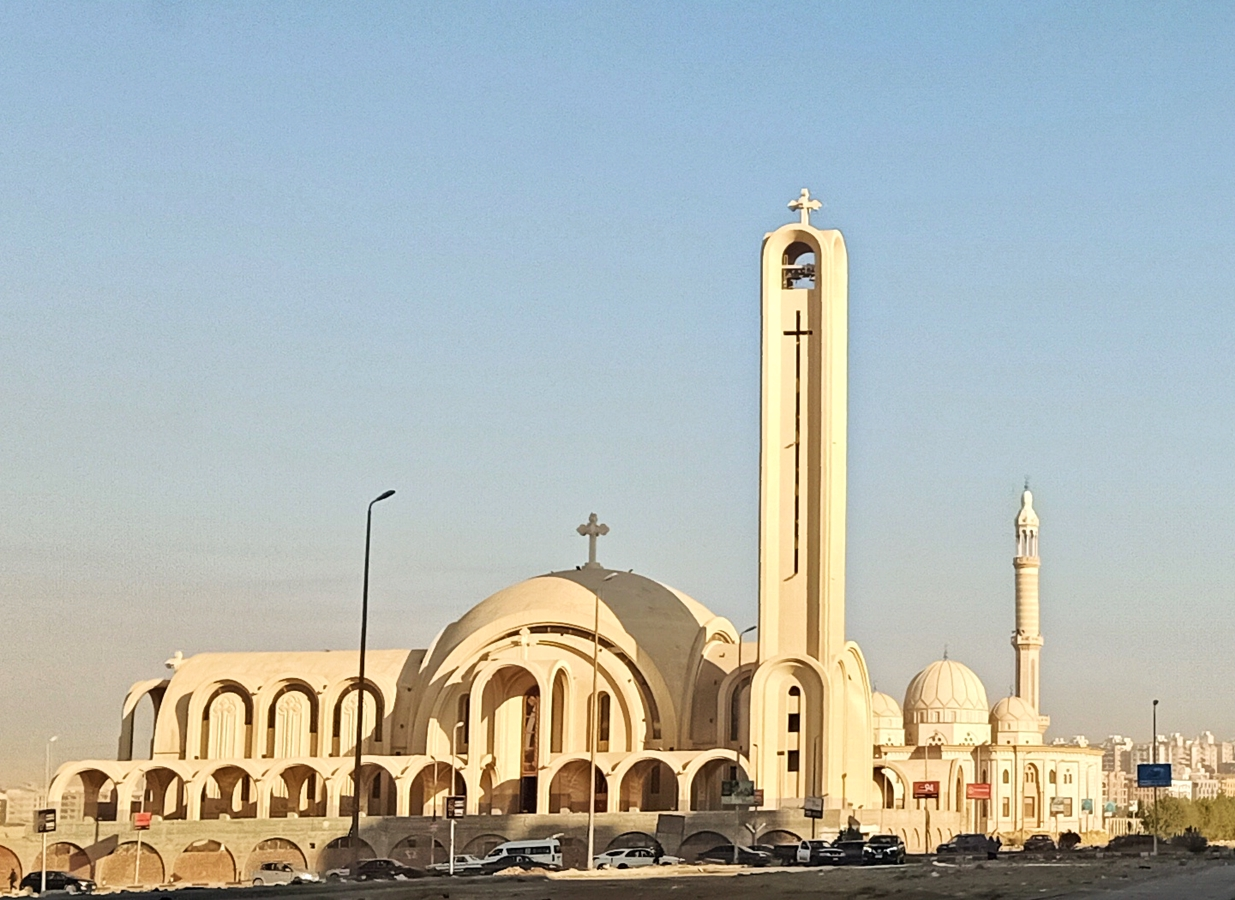
كنيسة بجوار مسجد بالقاهرة.

توجد في مصر مؤسستان دينيتان من أقدم وأهم المؤسسات بالنسبة للدين الإسلامي التي تمثله كل منهما:
- الأزهر الشريف، الذي بناه الفاطميون لنشر المذهب الإسماعيلي في شمال أفريقيا، قبل أن يحوله صلاح الدين الأيوبي إلى جامعة سنية ليصير أحد أهم أعمدة الإسلام السني في العالم ، ويتولى مشيخة الأزهر حاليا الإمام الأكبر الدكتور «أحمد الطيب».[29]
- دار الإفتاء التي تأسست عام 1895م والتي يترأسها مفتي الديار المصرية، ويتولّى هذا المنصب حاليًا الشيخ «نظير عياد».
- الكنيسة القبطية الأرثوذكسية، وهي إحدى أقدم الكنائس المسيحية في العالم وواحدة من الكنائس الخمس الأول، وكنيسة الإسكندرية هي مقر الجالس على كرسي مار مرقس وهو بابا الإسكندرية وبطريارك الكرازة المرقسية، والبابا الحالي هو البابا «تواضروس الثاني».

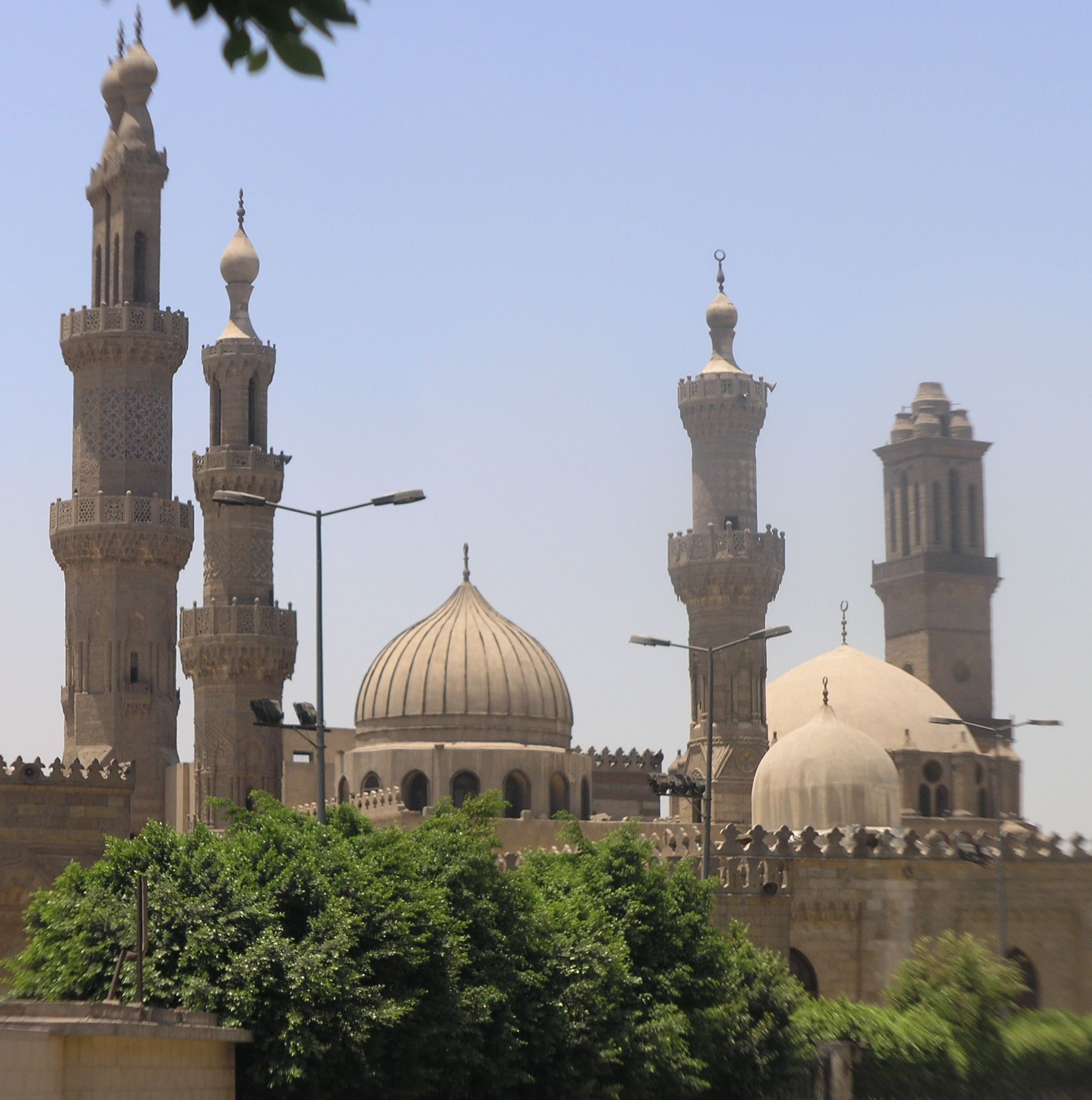
الجامع الأزهر.
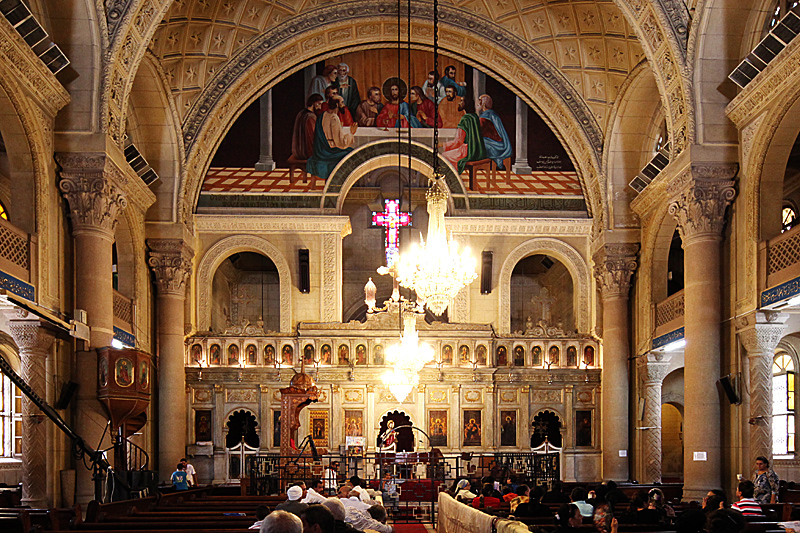
الكنيسة المرقسية.

### قوائم
- قائمة أعلام المصريين
- قائمة شركات مصرية
- قائمة أعلام الشراكسة في مصر

## وصلات خارجية
- بوابة الحكومة المصرية
- تصنيف «مصر» في القسم العربي من دليل المواقع المفتوح DMOZ
- جمهورية مصر العربية